# Gouvernement Attlee
Royaume-Uni
Churchill II Churchill III
Le gouvernement Attlee est le gouvernement du Royaume-Uni du 26 juillet 1945 au 26 octobre 1951. Dirigé par le Premier ministre Clement Attlee, c'est le premier gouvernement majoritaire que parvient à constituer le Parti travailliste, après deux gouvernements minoritaires éphémères en 1924 et de 1929 à 1931. C'est donc la première fois que les travaillistes, qui sont alors un parti explicitement socialiste et ouvrier, disposent d'une majorité absolue à la Chambre des communes et peuvent mettre en oeuvre leur programme.
Le gouvernement Attlee révolutionne le pays, créant l'État-providence (the welfare state) et notamment le très populaire Service national de Santé (National Health Service, NHS). Il redresse l'économie fragile du pays dans l'après-guerre. Il nationalise les principales industries du Royaume-Uni, et entame la décolonisation de l'Empire britannique en accordant l'indépendance à l'Inde, au Pakistan, au Sri Lanka et à la Birmanie, et posant ainsi les fondements d'un Commonwealth des nations élargi et multi-ethnique. Et il établit la politique étrangère du Royaume-Uni et son alliance pérenne avec les États-Unis d'Amérique dans le contexte de la Guerre froide naissante, envoyant notamment les troupes britanniques participer à la guerre de Corée,,,.
Son gouvernement rassemble des personnalités majeures. Herbert Morrison (lord président du Conseil) et Ernest Bevin (secrétaire d'État aux Affaires étrangères) sont de fortes personnalités, bien connues du grand public. Avec Hugh Dalton et Sir Stafford Cripps, le second succédant au premier comme chancelier de l'Échiquier en 1947, et avec Clement Attlee lui-même, ils sont les « cinq grands » (big five) du gouvernement. Si Ernest Bevin, syndicaliste et farouche anticommuniste, contribue grandement à définir la politique étrangère de son pays, Sir Stafford Cripps est connu pour avoir redressé l'économie britannique par une politique d'austérité budgétaire peu populaire à l'époque. Enfin, Aneurin Bevan, le ministre de la Santé, est passé à la postérité avec une grande popularité pour avoir mis en oeuvre la création du Service national de Santé,,,.

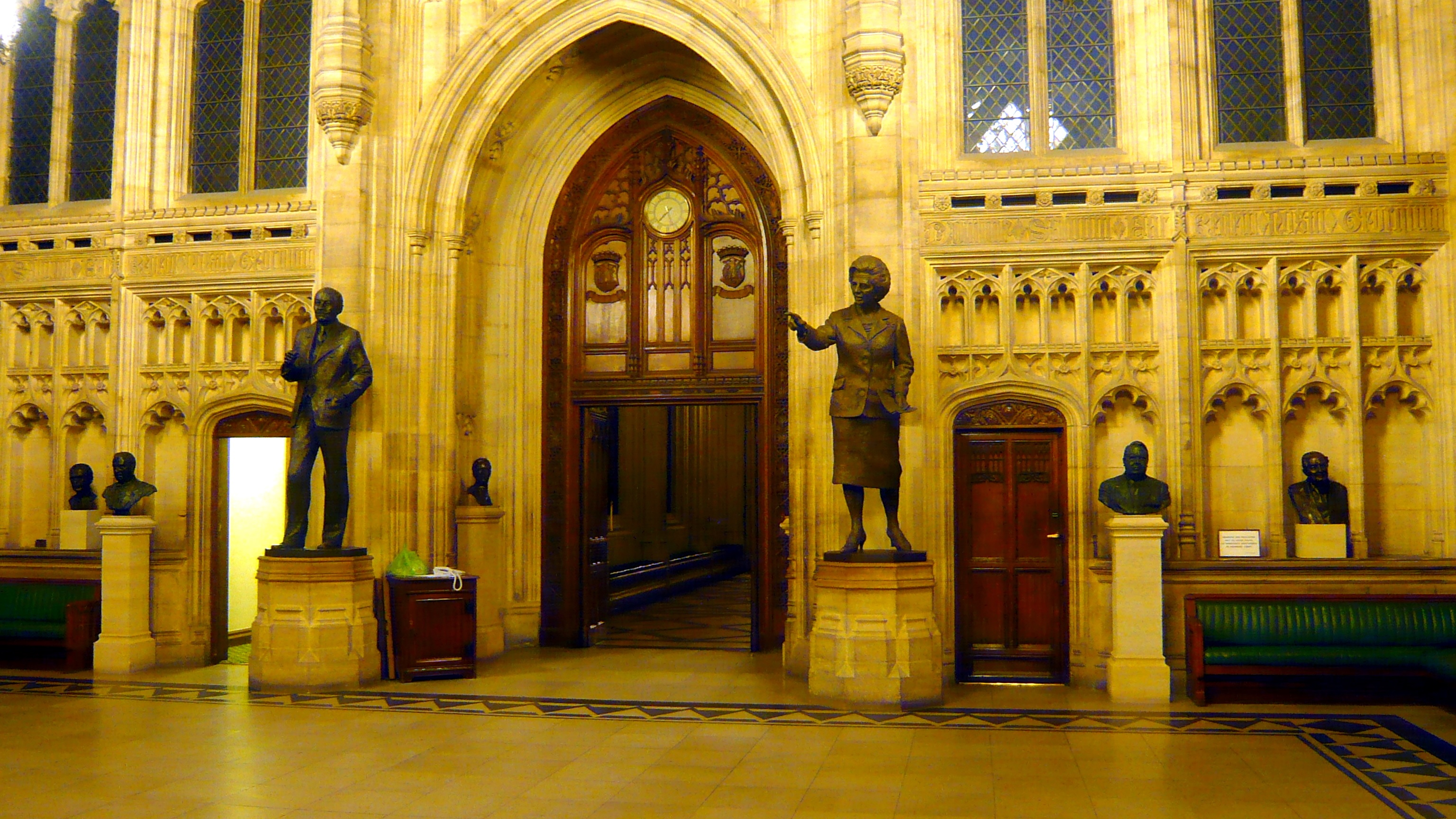
Les statues de Clement Attlee et de Margaret Thatcher dans l'enceinte du palais de Westminster.

Bien que de nature discrète et manquant de charisme personnel, Clement Attlee est considéré par les historiens et par les citoyens britanniques comme l'un des plus grands Premiers ministres du XXe siècle. Dans un sondage mené auprès de spécialistes universitaires de l'histoire politique la période par l'institut Ipsos et l'université de Leeds en 2004, Clement Attlee apparaît comme le meilleur Premier ministre de ce siècle, devant Winston Churchill, David Lloyd George et Margaret Thatcher. Lors d'une étude similaire en 2016, il est considéré comme le meilleur Premier ministre depuis 1945, ayant accompli le plus et ayant été le plus efficace, Margaret Thatcher étant classée deuxième. Un sondage en-ligne organisé par la British Broadcasting Corporation en 2008 et auquel répondent 27 000 personnes le classe deuxième meilleur Premier ministre depuis 1945, derrière Winston Churchill et devant Margaret Thatcher. Il est l'un des sept Premiers ministres honorés par une statue dans le hall devant l'enceinte de la Chambre des communes, dans le palais de Westminster - avec Benjamin Disraeli, Arthur Balfour, Herbert Asquith, David Lloyd George, Winston Churchill et Margaret Thatcher. William Pitt le Jeune et William Gladstone ont, eux, leurs statues dans d'autres locaux du palais,.

## Contexte en 1945

### Les travaillistes durant les années 1930
Le précédent gouvernement travailliste, mené par Ramsay MacDonald de 1929 à 1931, avait été un échec cuisant. Les ministres avaient été incapables de s'accorder sur les solutions à tenter face à la Grande Dépression qui avait éclaté peu après la formation de ce gouvernement. En réponse aux désaccords dans son parti, Ramsay MacDonald avait accepté la proposition faite par le roi George V en 1931 de prendre la direction d'un gouvernement de coalition avec les conservateurs et les libéraux. Exclu du Parti travailliste pour cette décision, MacDonald avait mené sa coalition à une victoire écrasante aux élections anticipées de 1931, tandis que le Parti travailliste perdait plus des 4⁄5 de ses sièges. Le « Gouvernement national » de Ramsay MacDonald est largement dominé par le Parti conservateur de Stanley Baldwin, et mène une politique de rigueur budgétaire durant la Dépression. Les maigres aides publiques aux chômeurs sont réduites en 1931, et le protectionnisme adopté en 1932 aggrave la crise économique. Cette politique ne permet pas de résoudre le fort taux de chômage -qui atteint 25 % de la population active en 1933- ni la pauvreté et la misère accrues qui en résultent, mais au contraire l'aggrave. Dans certaines villes ouvrières du nord de l'Angleterre, le taux de chômage avoisine les 100 %, provoquant des « marches de la faim » pour réclamer des aides que le gouvernement ne fournit pas.
Clement Attlee est élu à la direction du Parti travailliste fin octobre 1935, tout juste trois semaines avant les élections législatives de cette année. Les travaillistes y gagnent une centaine de sièges supplémentaires par rapport au désastre électoral de 1931, mais demeurent l'opposition parlementaire au Gouvernement national dont le conservateur Stanley Baldwin est désormais le Premier ministre. Succédant au pacifiste George Lansbury comme chef du Parti travailliste et chef de l'opposition officielle à la Chambre des communes, Clement Attlee, appuyé par Ernest Bevin, parvient à convaincre son parti d'appeler au réarmement du Royaume-Uni face à la menace des puissances fascistes en Europe continentale. Il explique : « Nous sommes opposés à l'usage de la force pour des motifs impérialistes et capitalistes », mais favorables à l'usage de la force pour défendre la démocratie et le droit international. En mars 1936, il critique Stanley Baldwin et le secrétaire d'État aux Affaires étrangères Anthony Eden pour avoir accepté la remilitarisation de la Rhénanie par l'Allemagne nazie. En octobre, il dénonce ce qu'il appelle la « politique d'apaisement » du gouvernement, condamnant leur refus d'intervenir contre l'invasion italienne de l'Éthiopie ou de soutenir les républicains antifascistes durant la guerre d'Espagne. Il accuse le gouvernement conservateur de n'avoir « aucune politique étrangère si ce n'est la politique de céder » encore et toujours face aux agresseurs fascistes.
Cette position le rapproche du conservateur Winston Churchill qui, comme lui, condamne la politique d'apaisement et appelle le Royaume-Uni à mieux se préparer à une guerre inévitable contre l'Allemagne. En 1938, Attlee condamne la passivité du gouvernement de Neville Chamberlain face à l'Anschluss (l'invasion de l'Autriche par l'Allemagne), puis les accords de Munich qui laissent la Tchécoslovaquie à la merci des Allemands. Le Royaume-Uni déclare finalement la guerre à l'Allemagne en septembre 1939.

### Les travaillistes durant la Seconde Guerre mondiale

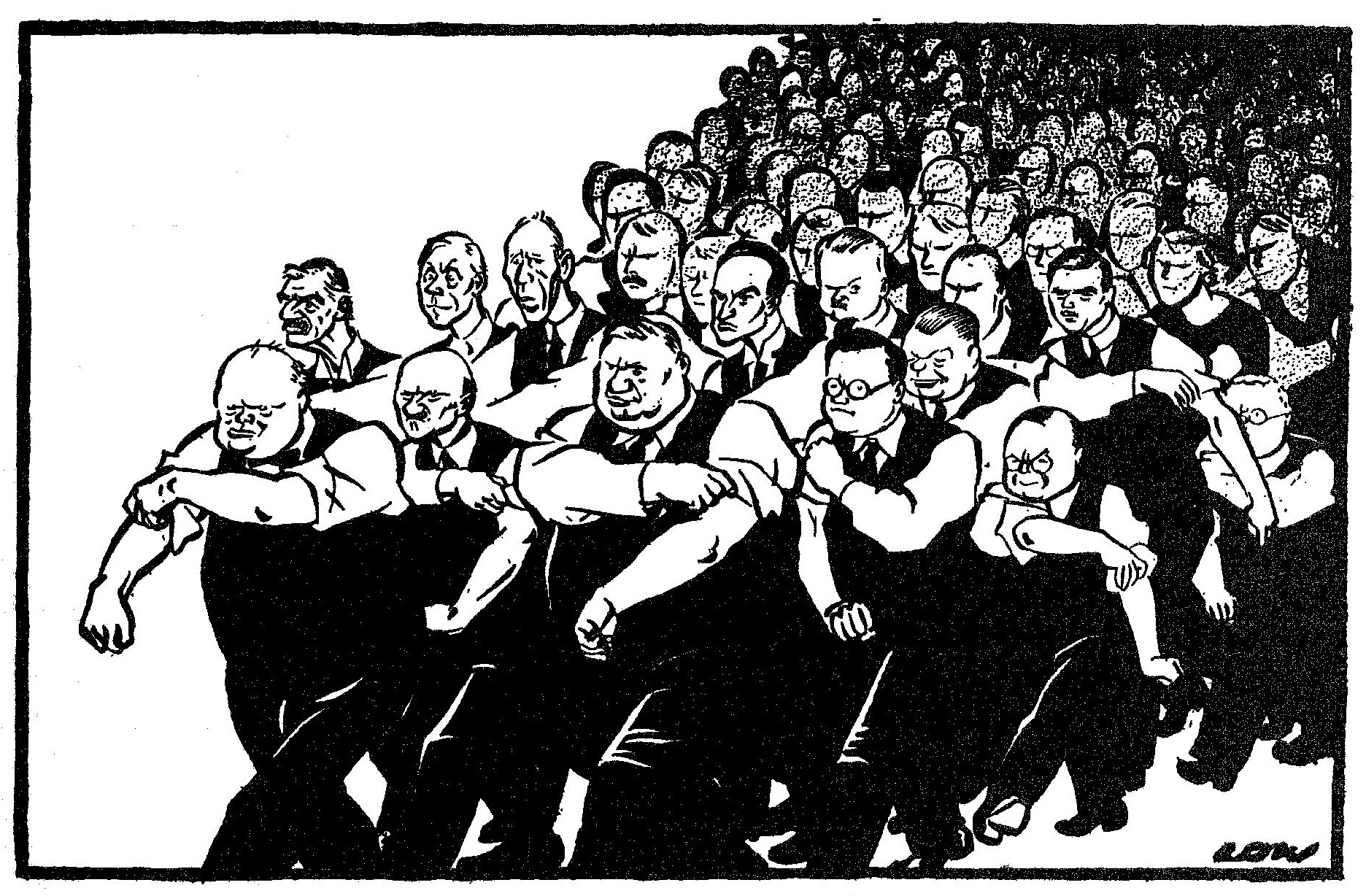
"All behind you, Winston". Dessin de David Low en mai 1940 montrant (avec approbation) les travaillistes s'unissant derrière Winston Churchill. À la gauche de Churchill sont dessinés (de gauche à droite) Clement Attlee, Ernest Bevin et Herbert Morrison.

En mai 1940, Neville Chamberlain propose un gouvernement d'unité nationale. Le Parti travailliste accepte, mais à condition que Neville Chamberlain, discrédité à leurs yeux, n'en soit pas le dirigeant. Winston Churchill devient alors Premier ministre. Son gouvernement rassemble conservateurs, travaillistes et libéraux, et les pouvoirs y sont concentrés entre les mains d'un cabinet de guerre resserré de cinq membres : Winston Churchill est Premier ministre et ministre de la Défense ; Neville Chamberlain est brièvement lord président du Conseil jusqu'en septembre, puis John Anderson (indépendant) le remplace ; Clement Attlee est lord du Sceau privé puis, à partir de 1942, vice-Premier ministre ; Arthur Greenwood (travailliste) est ministre sans portefeuille ; et Edward Wood, vicomte Halifax (conservateur) conserve son poste aux Affaires étrangères. À partir du 3 octobre, le travailliste Ernest Bevin est intégré au cabinet resserré en qualité de ministre du Travail et du Service national, puis en février 1942 le travailliste Sir Stafford Cripps y est intégré en étant nommé lord du Sceau privé.
Le Premier ministre se consacre principalement à la conduite de la guerre, et délègue les affaires intérieures du pays à Clement Attlee. Ce dernier est un vice-Premier ministre « extrêmement puissant et efficace », particulièrement apte à mener les discussions en comité vers une résolution pratique. Avec Ernest Bevin, il fait usage du pouvoir de l'État pour mobiliser les ressources du pays et organiser la production économique en temps de guerre tout en améliorant les conditions de travail des ouvriers et en renforçant le rôle des syndicats. Le service national leur permet de mobiliser des hommes issus de toutes classes sociales pour travailler dans les usines et les mines.

### Les élections de 1945
En décembre 1942, l'économiste Sir William Beveridge publie un rapport avec ses recommandations pour la société d'après-guerre. Il recommande un rôle social fondamental pour l'État afin d'éliminer la pauvreté, la maladie et l'ignorance. Il préconise la création d'un système de sécurité sociale universelle, un service national de santé accessible à tous, et une politique de maintien du plein emploi atteint durant la guerre. Le Parti travailliste se prononce en faveur de la mise en oeuvre des recommandations de ce rapport. Le 8 mai 1945, la guerre en Europe s'achève, mais la guerre contre le Japon se poursuit. Le 23 mai, les travaillistes se retirent de la coalition d'unité nationale, afin de se préparer pour les élections à venir. Menés par Clement Attlee, le Parti travailliste fait campagne en promettant la construction de nombreux logements dignes pour les pauvres, la nationalisation de secteurs clef de l'économie, et l'application des propositions du rapport Beveridge. Les travaillistes mettent l'accent sur la pauvreté et le chômage que les conservateurs n'avaient pas su résoudre durant les années 1930, et promettent un avenir meilleur pour tous au sortir des longues années de guerre. Winston Churchill, bien que très populaire, n'a de son côté que très peu à proposer aux Britanniques en temps de paix, et concentre sa campagne sur un message anti-socialiste. Les élections le 5 juillet produisent un raz-de-marée en faveur des travaillistes ; ils recueillent 47,8 % des voix et 393 sièges (sur 640), contre 36,2 % des voix et 197 sièges pour les conservateurs. Pour la première fois de leur histoire, les travaillistes ont une majorité absolue des sièges à la Chambre des communes, et les Britanniques ont élu un gouvernement socialiste,.

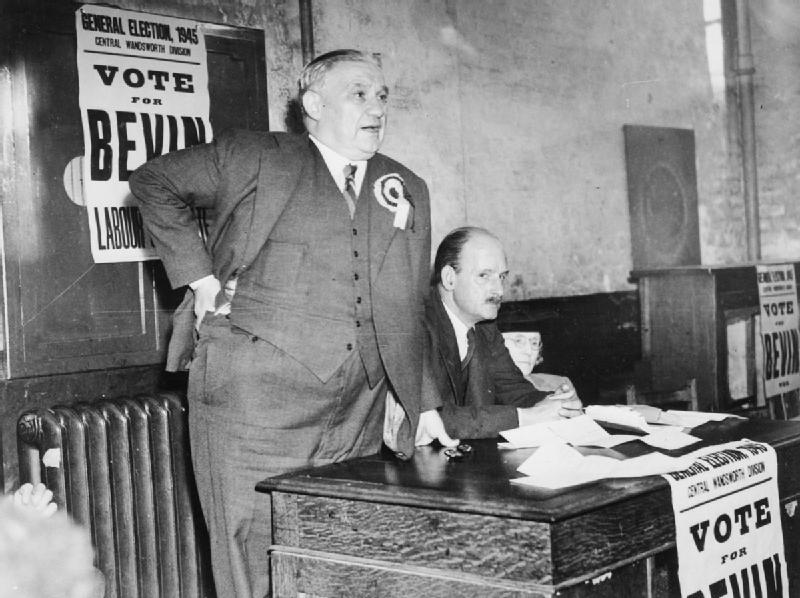
Ernest Bevin en campagne durant les élections de 1945.
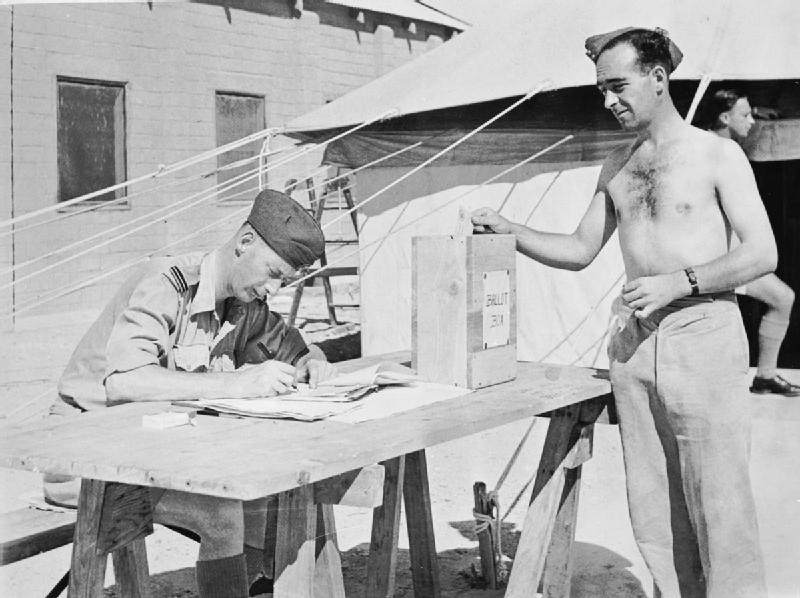
Soldat britannique en poste en Afrique du nord votant lors des élections de 1945.
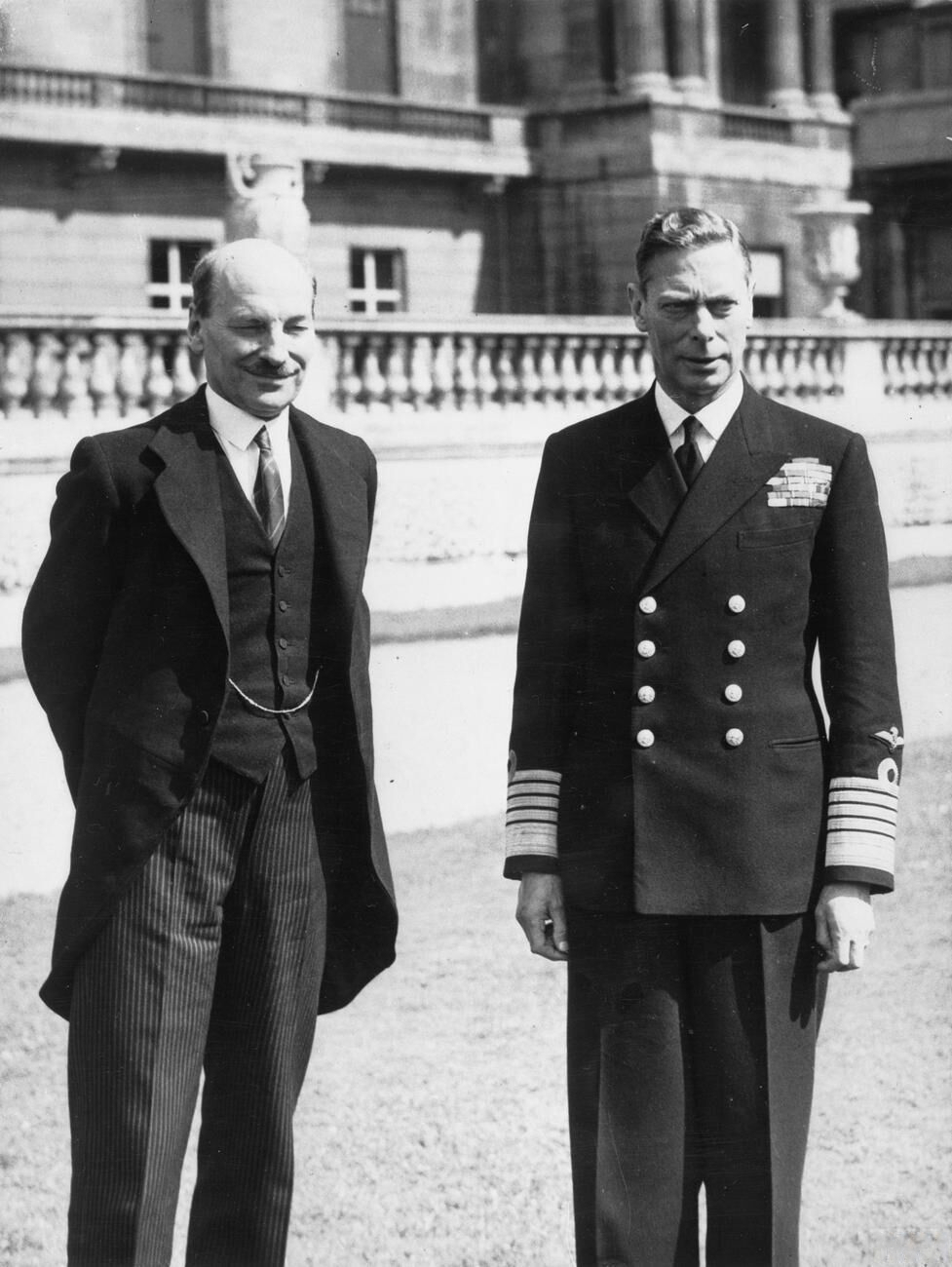
Clement Attlee auprès du roi George VI après sa victoire électorale.

## Formation du gouvernement

### Formation
Le roi George VI nomme Clement Attlee au poste de Premier ministre, celui-ci disposant manifestement de la confiance d'une majorité à la Chambre des communes. Le nouveau Premier ministre, entré en fonction le 26 juillet, nomme Herbert Morrison, qui est déjà son adjoint à la direction du parti, au poste de lord président du Conseil, et de facto vice-Premier ministre. Il avait été secrétaire d'État à l'Intérieur dans le gouvernement de coalition durant la guerre. L'économiste Hugh Dalton, auteur en 1936 d'un ouvrage proposant la mise en oeuvre pratique du socialisme au Royaume-Uni, est nommé chancelier de l'Échiquier. Ernest Bevin, ouvrier et secrétaire-général du puissant Syndicat des travailleurs des transports et généraux, ministre du Travail durant la guerre, est nommé aux Affaires étrangères.
Le Gallois Aneurin Bevan, travailleur des mines et syndicaliste, figure importante de la grève générale de 1926, membre de l'aile gauche du parti, est nommé ministre de la Santé, et chargé également du logement. Ellen Wilkinson, fille d'un ouvrier d'une fabrique de cotton, meneuse de la célèbre marche de Jarrow (en) des chômeurs de sa circonscription en 1936, est nommée ministre de l'Éducation,.

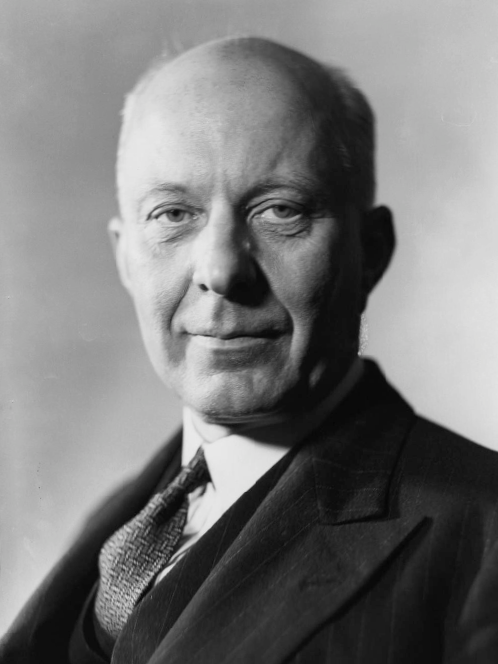
Hugh Dalton, chancelier de l'Échiquier de 1945 à 1947.
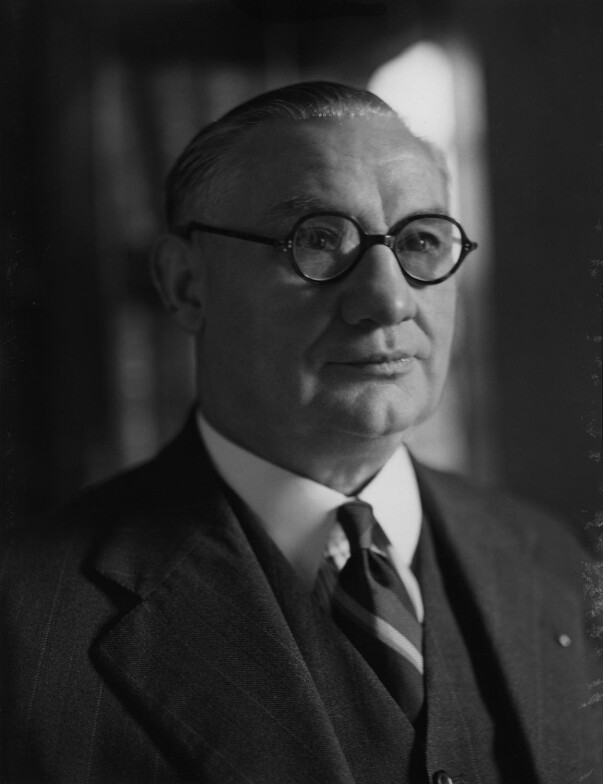
Ernest Bevin, secrétaire d'État aux Affaires étrangères de 1945 à 1951.
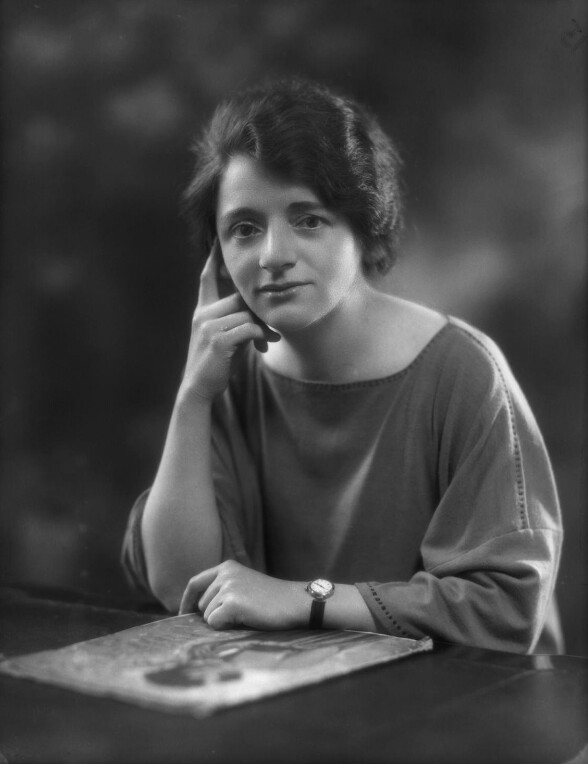
Ellen Wilkinson, ministre de l'Éducation de 1945 à 1947.
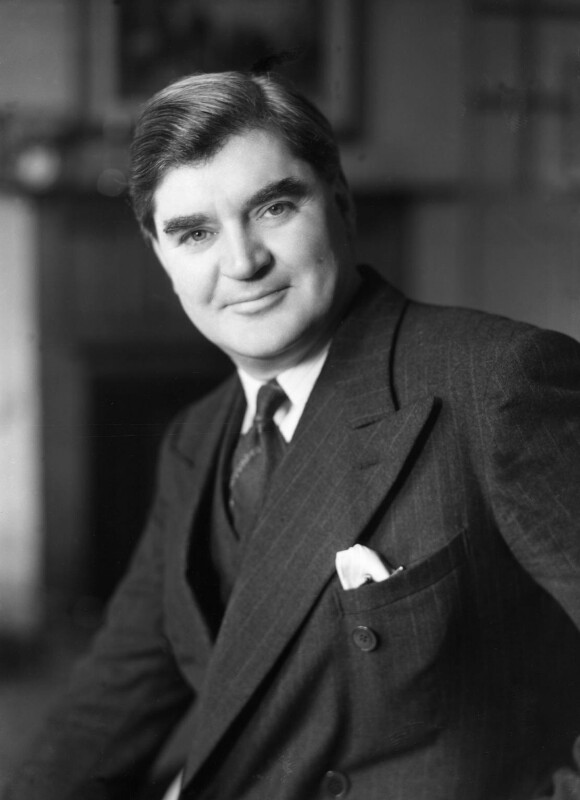
Aneurin Bevan, ministre de la Santé de 1945 à 1951.
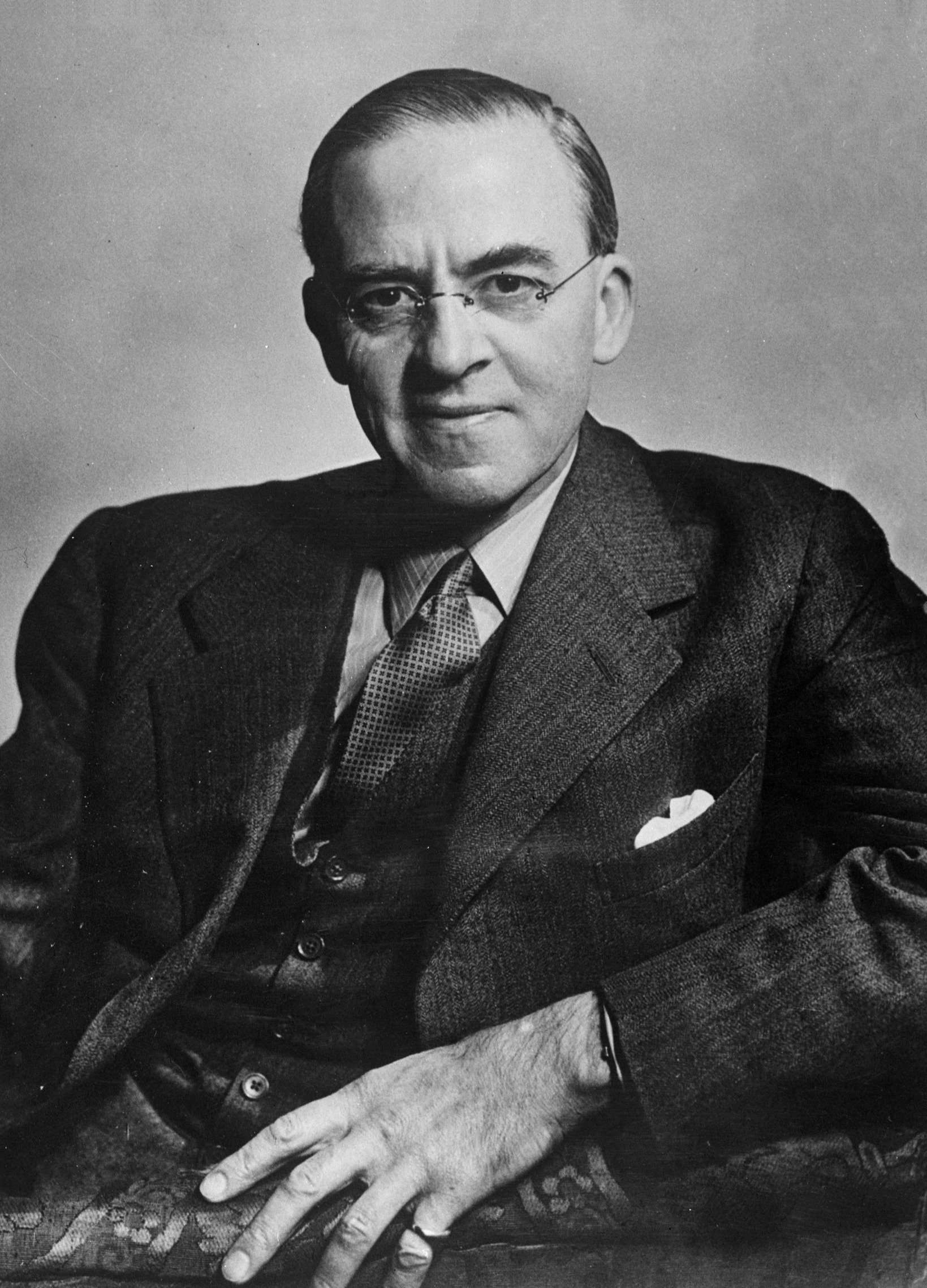
Sir Stafford Cripps, chancelier de l'Échiquier de 1947 à 1950.

### Composition détaillée (1945-1950)
| Fonction                                    | Titulaire | Titulaire                  | Changements ultérieurs                                                              |
| ------------------------------------------- | --------- | -------------------------- | ----------------------------------------------------------------------------------- |
| Premier ministre                            |           | Clement Attlee             |                                                                                     |
| Lord Président du Conseil                   |           | Herbert Morrison           |                                                                                     |
| Lord Chancelier                             |           | William Jowitt             |                                                                                     |
| Lord du Sceau Privé                         |           | Arthur Greenwood           | successeurs : Philip Inman (17 avril 1947) Christopher Addison (7 octobre 1947)     |
| Chancelier de l'Échiquier                   |           | Hugh Dalton                | successeur : Stafford Cripps (13 novembre 1947)                                     |
| Secrétaire d'État aux Affaires étrangères   |           | Ernest Bevin               |                                                                                     |
| Secrétaire d'État à l'Intérieur             |           | James Chuter Ede           |                                                                                     |
| Premier lord de l'Amirauté (en)             |           | A.V. Alexander             | successeur : George Hall (4 octobre 1946)                                           |
| Ministre de l'Agriculture et de la Pêche    |           | Tom Williams               |                                                                                     |
| Secrétaire d'État à l'Air                   |           | William Wedgwood Benn      | successeurs : Philip Noel-Baker (4 octobre 1946) Arthur Henderson (7 octobre 1947)  |
| Secrétaire d'État aux Colonies              |           | George Hall                | successeur : Arthur Creech Jones (4 octobre 1946)                                   |
| Ministre de la Défense                      |           | Clement Attlee             | successeur : A.V. Alexander (20 décembre 1946)                                      |
| Secrétaire d'État aux Dominions             |           | Christopher Addison        | successeur : Philip Noel-Baker (7 octobre 1947)                                     |
| Ministre de l'Éducation                     |           | Ellen Wilkinson            | successeur : George Tomlinson (7 février 1947)                                      |
| Ministre de l'Essence et de l'Énergie       |           | Emanuel Shinwell           | successeur : Hugh Gaitskell (7 octobre 1947 ; ministère extrait du Cabinet)         |
| Ministre de la Santé                        |           | Aneurin Bevan              |                                                                                     |
| Secrétaire d'État à l'Inde et à la Birmanie |           | Frederick Pethick-Lawrence | successeur : William Hare (14 août 1947)                                            |
| Ministre du Travail et du Service national  |           | George Isaacs              |                                                                                     |
| Secrétaire d'État à l'Écosse                |           | Joseph Westwood            | successeur : Arthur Woodburn (7 octobre 1947)                                       |
| Président (en) de la Commission du Commerce |           | Stafford Cripps            | successeur : Harold Wilson (29 septembre 1947)                                      |
| Secrétaire d'État à la Guerre               |           | Jack Lawson                | successeur : Frederick Bellenger (4 octobre 1946) Emanuel Shinwell (7 octobre 1947) |

## Politiques menées (1945-1950)

### Nationalisations
Lors de la première session du nouveau parlement, bon nombre de députés travaillistes, enthousiastes, entonnent l'hymne socialiste The Red Flag (en). Le gouvernement compte d'ardents socialistes, dont notamment le ministre de la Santé et bouillonnant orateur Aneurin Bevan ainsi que de jeunes députés tels que Denis Healey, Harold Wilson, Michael Foot et James Callaghan. Leur ardeur est tempérée par la « vieille garde » plus modérée : le Premier ministre lui-même, son allié essentiel Ernest Bevin (syndicaliste pragmatique), Hugh Dalton et l'austère intellectuel Stafford Cripps.
Le programme électoral du parti avait promis des mesures clairement socialistes, dont la nationalisation des usines, de la production énergétique, de la production de fer et d'acier, des transports, et de la Banque d'Angleterre. Ce programme est mis en oeuvre sous l'autorité de Herbert Morrison, lord président du Conseil. Les mines de charbon sont nationalisées dès 1946 et placées sous la direction d'une Commission nationale du charbon (en), chargée notamment d'améliorer les conditions de travail pénibles et souvent dangereuses des travailleurs des mines. La Banque d'Angleterre devient elle aussi propriété publique en 1946, facilitant ainsi la politique économique keynésianiste du gouvernement. La production d'électricité est nationalisée en 1947, et placée sous l'autorité d'une autorité publique, suivie par la production de gaz en 1948. Les chemins de fer, les bus et le transport de fret par voie routière sont nationalisés en 1947 également. La mise en œuvre du Service national de santé nationalise les services de santé, et notamment les hôpitaux, en 1948. Les usines sont laissées aux mains d'entreprises privées, mais une loi de 1948 les oblige à fournir des soins médicaux à leurs employés. Au total, quelque 20 % de l'économie du pays est placée sous propriété publique, et l'objectif de maintenir le plein emploi (c'est-à-dire un taux de chômage inférieur à 3 %) après-guerre est atteint ,,,,.

### L'État-providence

#### Santé

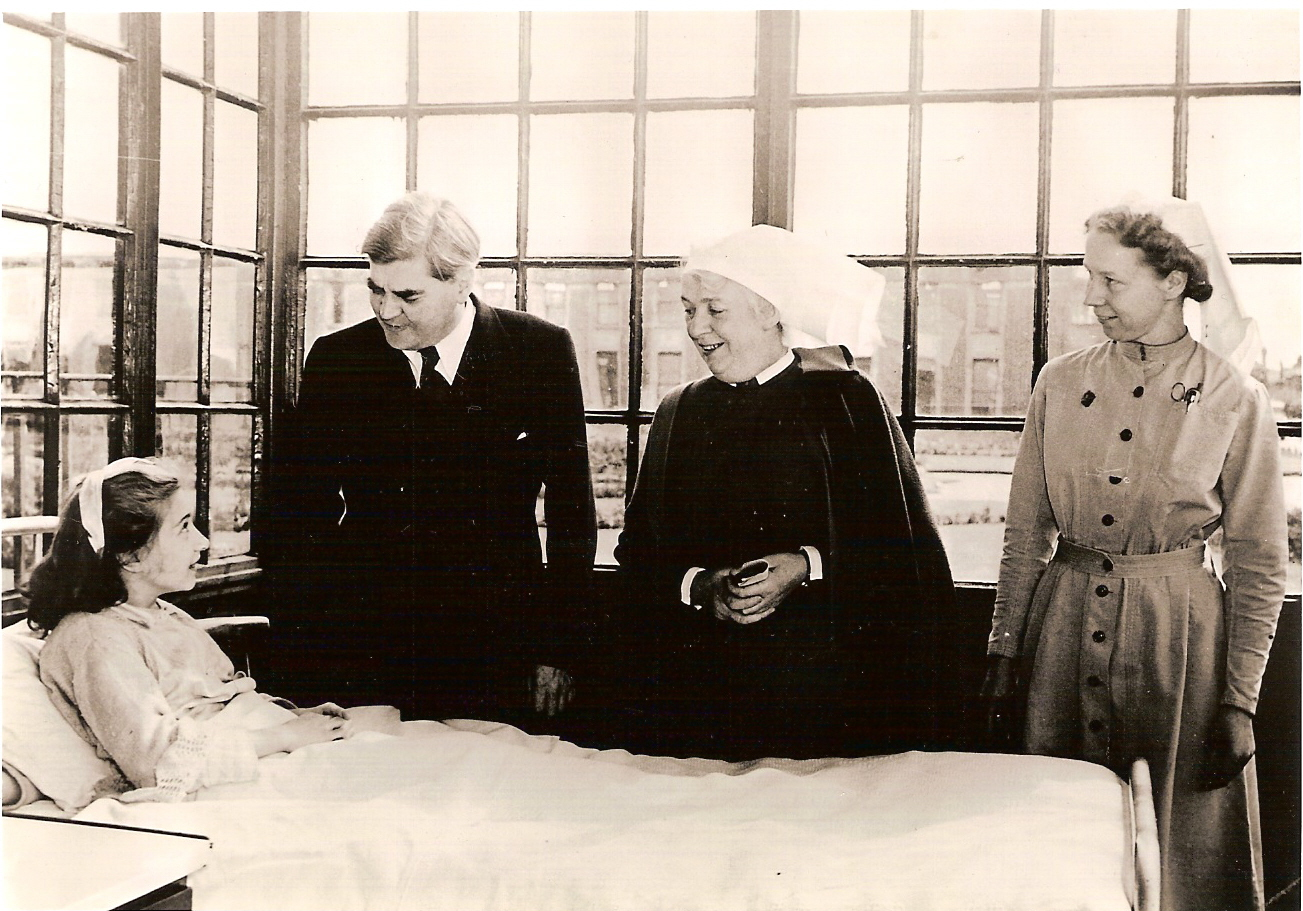
Le ministre de la Santé Aneurin Bevan discutant avec une jeune patiente dans un hôpital de la banlieue de Manchester, le premier jour de mise en opération du NHS, le 5 juillet 1948.

La loi National Insurance Act (en) de 1946 est l'une des plus importantes de ce gouvernement. Elle met en place un système obligatoire et universel de sécurité sociale publique. Les travailleurs y versent une contribution hebdomadaire, et en reçoivent une aide en cas de perte de leur emploi, ou d'incapacité médicale à travailler. La loi crée également une pension de retraite universelle publique, à laquelle les hommes ont droit à l'âge de 65 ans et les femmes à l'âge de 60 ans. Les mères reçoivent une aide publique à la naissance de chaque enfant, et les veuves une aide pour les frais d'enterrement de leur mari. Une loi complémentaire cette même année crée un droit à la compensation pour les personnes blessées sur leur lieu de travail.
Piloté par le ministre de la Santé Aneurin Bevan, le Service national de Santé (NHS) est mis en œuvre en 1948, en application d'une loi de 1946. L'accès aux soins fournis par les praticiens de santé et par les hôpitaux devient gratuite, financée par les impôts et non par un système d'assurance - une politique alors unique au monde. Les pauvres ont, pour la première fois, accès à des soins médicaux qu'ils ne pouvaient précédemment se payer. Avant la mise en place du NHS, des milliers de Britanniques mouraient chaque année de pneumonie, de méningite, de tuberculose, de diphtérie ou de polio, que l'accès aux soins gratuits universels permet de soigner, améliorant très nettement la vie de millions de personnes. Le NHS s'avère très coûteux dès ses débuts, mais est extrêmement populaire,,,.

#### Éducation

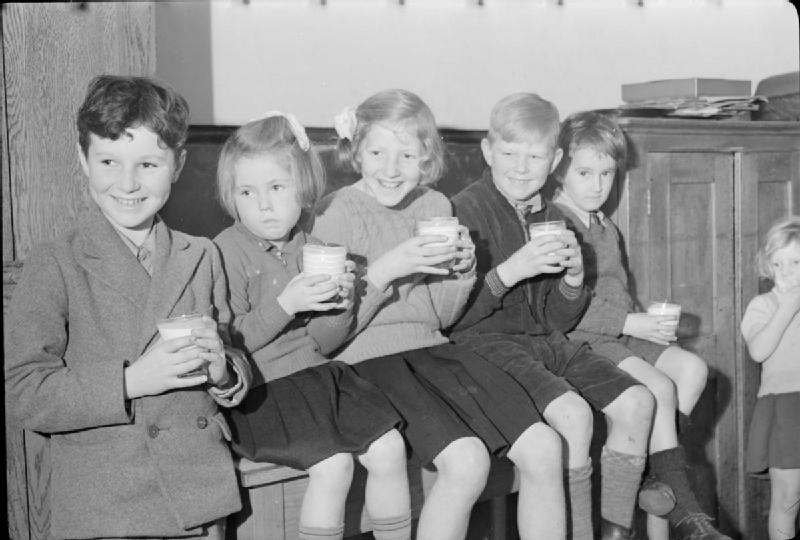
Enfants dans une école du Surrey avec leur verre de lait matinal.

Le gouvernement de coalition durant la guerre avait adopté en 1944 une loi d'éducation portée par le conservateur Rab Butler. Celle-ci, appliquée par le gouvernement travailliste dans sa volonté de garantir à tous un meilleur accès à l'éducation, rend l'enseignement secondaire gratuit et obligatoire jusqu'à l'âge de 15 ans. Elle met en place un examen sélectif pour les enfants de 11 ans, afin que les enfants les plus doués aient accès aux grammar schools, écoles ouvrant la voie à l'enseignement supérieur selon un principe qui se veut méritocratique et progressiste. La loi prévoit des repas gratuits dans les écoles et crée par ailleurs un ministère de l'Éducation, confié en 1945 à Ellen Wilkinson, qui devient ainsi la deuxième femme ministre dans l'histoire du pays - après Margaret Bondfield (ministre du Travail de 1929 à 1931). C'est Ellen Wilkinson qui obtient l'adoption en 1946 d'une loi créant une obligation pour toutes les écoles de distribuer chaque jour du lait à tous leurs élèves, jusqu'à l'âge de 18 ans. Elle vise ainsi à combattre la pauvreté et la malnutrition qui constituent un obstacle à la réussite scolaire des enfants issus de milieux défavorisés,,.

#### Logement

Le centre-ville de Stevenage, ville nouvelle de l'après-guerre.

En 1945, le problème du logement au Royaume-Uni est double. D'une part, de nombreux taudis subsistent à travers le pays, où les pauvres vivent dans des conditions dégradantes et nuisibles à leur santé. D'autre part, les bombardements allemands de zones civiles durant la guerre, le Blitz, ont privé beaucoup de personnes de leur foyer. Le gouvernement travailliste adopte un programme ambitieux de construction rapide de nombreux logements décents. Il construit également une douzaine de villes nouvelles pour reloger décemment les personnes entassées dans des villes surpeuplées, notamment Londres et Glasgow. Les villes de Stevenage, Glenrothes ou Cwmbran, parmi d'autres, voient ainsi le jour. Le gouvernement Attlee construit plus d'un million de nouveaux foyers, dont 80 % de council houses (en), logements sociaux appartenant aux autorités locales et mis à disposition des personnes à revenu modeste contre un loyer modéré. Une loi de 1949 permet en outre aux propriétaires privés de logements locatifs de bénéficier d'aides publiques pour rénover ces logements. Pour autant, la crise du logement, tant en termes quantitatifs que qualitatifs, est encore loin d'avoir été résolue en 1950,.

### Rigueur budgétaire
À la sortie de la Seconde Guerre mondiale, le Royaume-Uni fait face à une situation économique très difficile. Les dépenses pour la guerre ont été lourdes, et le pays a du emprunter lourdement, notamment auprès des États-Unis, durant les années du conflit. Le pays connaît une situation de pénurie, le manque de charbon s'avérant particulièrement cruel durant l'hiver très froid de 1946-1947. Le gouvernement doit relancer l'économie et le commerce extérieur tout en finançant son « énorme armée d'occupation en Allemagne » ainsi que les dépenses liées aux politiques de nationalisation et à la création, très coûteuse, de l'État-providence. Enfin, le gouvernement de Clement Attlee tient à nourrir non seulement la population britannique, mais aussi celle d'Allemagne affamée, et celle d'Inde, où certaines régions sont menacées de famine. Un volume conséquent d'aliments importés du Canada et des États-Unis par le Royaume-Uni est ainsi redirigé vers ces deux pays. Pour cette raison, mais aussi pour relancer l'économie en dopant les exportations, le gouvernement Attlee maintient et rend plus sévère encore le système de rationnement des aliments et du charbon en place durant la guerre. Il s'agit d'exporter autant que possible ce que le pays produit, et ainsi générer des rentrées d'argent, plutôt que de l'affecter à la consommation intérieure,,,.
Le chancelier de l'Échiquier Hugh Dalton démissionne en 1947 après avoir révélé par inadvertance à un journaliste des éléments du budget prévisionnel de l'État. Sir Stafford Cripps lui succède. Il mène une politique d'austérité budgétaire : accroissement des impôts, contrôle des dépenses publiques, gel des salaires dans le service public. Il enracine un consensus durable en faveur du keynésianisme. En 1949, il fait dévaluer la livre sterling, là encore pour doper les exportations du pays et rendre les produits importés plus chers dans le marche intérieur, réduisant ainsi les importations et rééquilibrant la balance commerciale du pays. Un emprunt substantiel auprès des États-Unis permet, dans le même temps, de financer les dépenses requises par les nouvelles politiques sociales ambitieuses du gouvernement. Au cours de ses trois années à la tête des finances publiques, Cripps rétablit une économie saine et produit systématiquement des budgets excédentaires. Une dévaluation de la livre sterling dope les exportations, et en 1950 le Royaume-Uni annonce qu'il peut se passer, plus tôt que prévu, de toute aide américaine supplémentaire.

### Politique étrangère et décolonisation

#### Guerre froide et relations avec les États-Unis

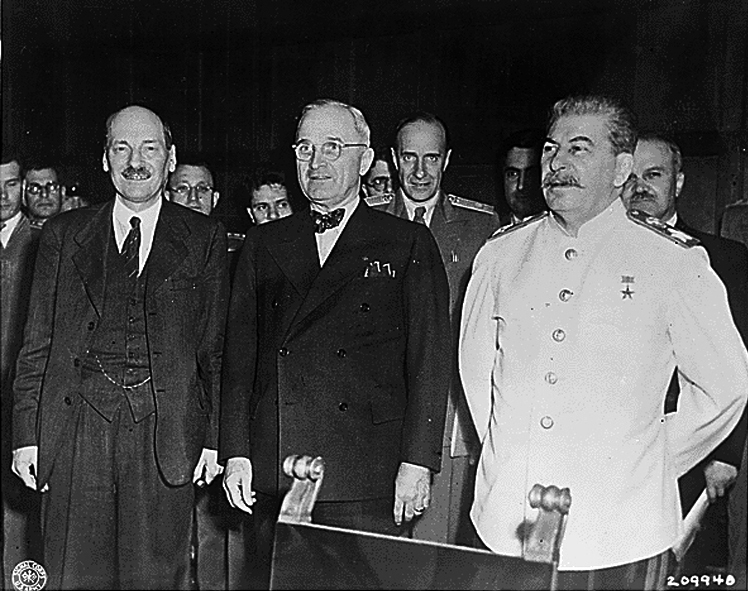
Clement Attlee, Harry S. Truman et Joseph Staline à la conférence de Potsdam de 1945.

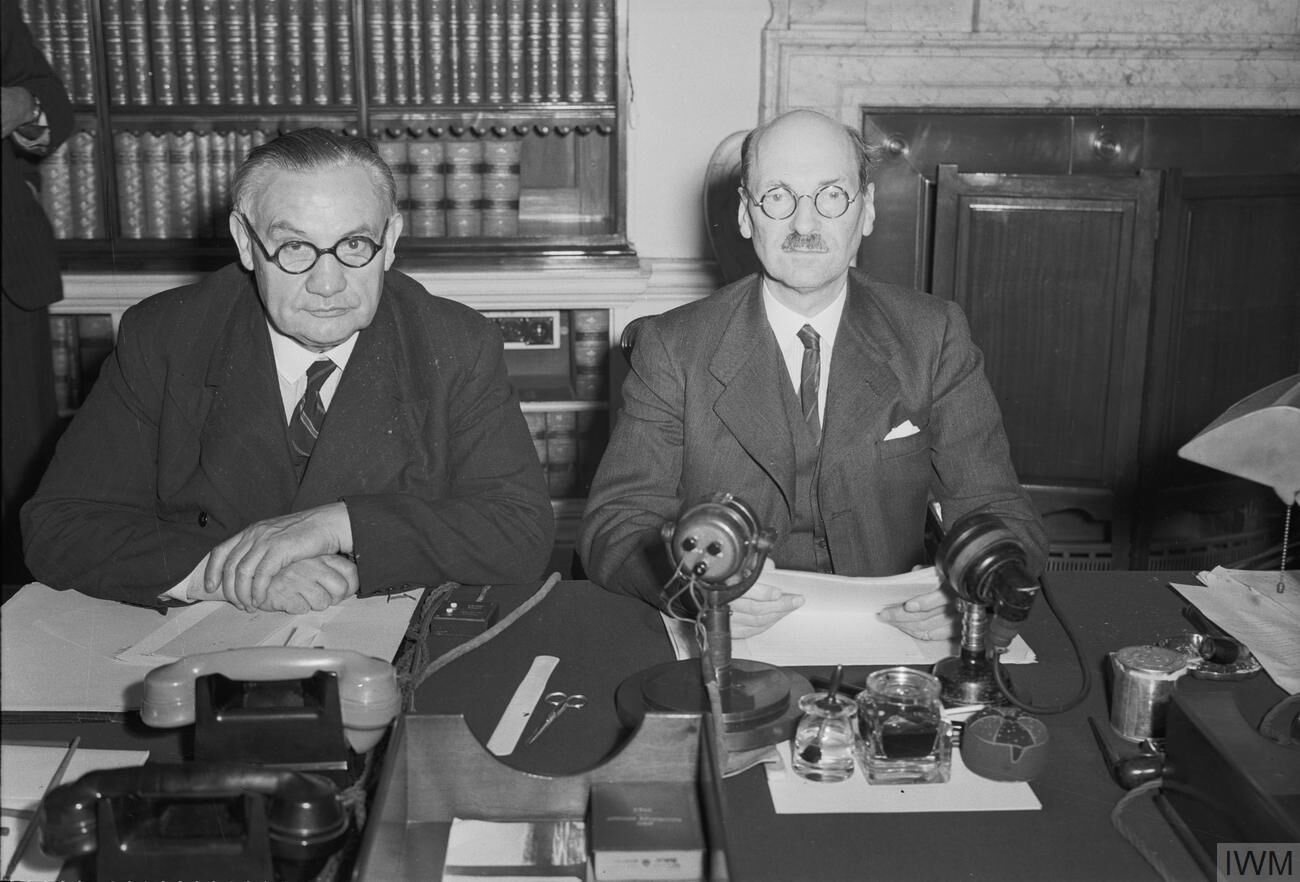
Ernest Bevin (à gauche) et Clement Attlee en 1945.

À son élection, Clement Attlee remplace Winston Churchill à la conférence de Potsdam. Il est ainsi l'un des « trois grands » issus des puissances alliées durant la guerre, qui se réunissent pour décider de l'ordre international de l'après-guerre. Dans les faits, toutefois, les États-Unis et l'Union soviétique sont les superpuissances de l'après-guerre, le Royaume-Uni ayant été affaibli par les six années de conflit. Le gouvernement Attlee poursuit toutefois activement le travail commencé par Winston Churchill et Franklin Roosevelt pour la mise en place de l'Organisation des nations unies.
Clement Attlee « accorde à son Secrétaire d'État aux Affaires étrangères, Ernest Bevin, les coudées franches pour maximiser le statut et l'influence réduits du Royaume-Uni sur le plan international ». Le Royaume-Uni devient un proche allié des États-Unis dans le contexte du début de la Guerre froide, et Ernest Bevin est « la figure centrale dans la création de l'Organisation du traité de l'Atlantique nord ». Occupant l'ouest de l'Allemagne avec les États-Unis et la France, le Royaume-Uni organise la conférence de Londres et s'entend avec ses deux alliés occidentaux pour permettre la création de la République fédérale d'Allemagne (RFA) en 1949. En 1948 et 1949 la Royal Air Force assure avec les Américains le pont aérien de Berlin en réponse au blocus de Berlin par les Soviétiques. Le gouvernement de Clement Attlee acquiesce à la participation britannique à la guerre de Corée en 1950, avec un mandat de l'ONU mais sous commandement américain. Dans le même temps, Ernest Bevin obtient des aides économiques de la part des États-Unis, et exerce un rôle important pour persuader les États-Unis de mettre en place une aide structurée et cohérente à la reconstruction de l'Europe, qui devient le plan Marshall,.
Des scientifiques britanniques ont participé au projet Manhattan de développement de l'arme nucléaire américaine durant la guerre, mais à la fin de la guerre les États-Unis refusent aux Britanniques la poursuite de cette collaboration. Clement Attlee et Ernest Bevin persuadent le gouvernement que le Royaume-Uni doit développer son propre arsenal nucléaire, une force de dissuasion nucléaire pour protéger le Royaume-Uni face à l'Union soviétique. Malgré l'opposition du chancelier de l'Échiquier Hugh Dalton, qui juge l'arme nucléaire bien trop chère à développer, Clement Attlee lance un programme secret à cet effet, sans en informer le Parlement. Ce ne sera qu'en 1952 que Winston Churchill, de retour au pouvoir, révèlera au monde l'existence de l'arsenal nucléaire britannique et ordonnera le premier essai nucléaire de son pays, aux îles Montebello en Australie, avec l'accord du Premier ministre australien Robert Menzies,.

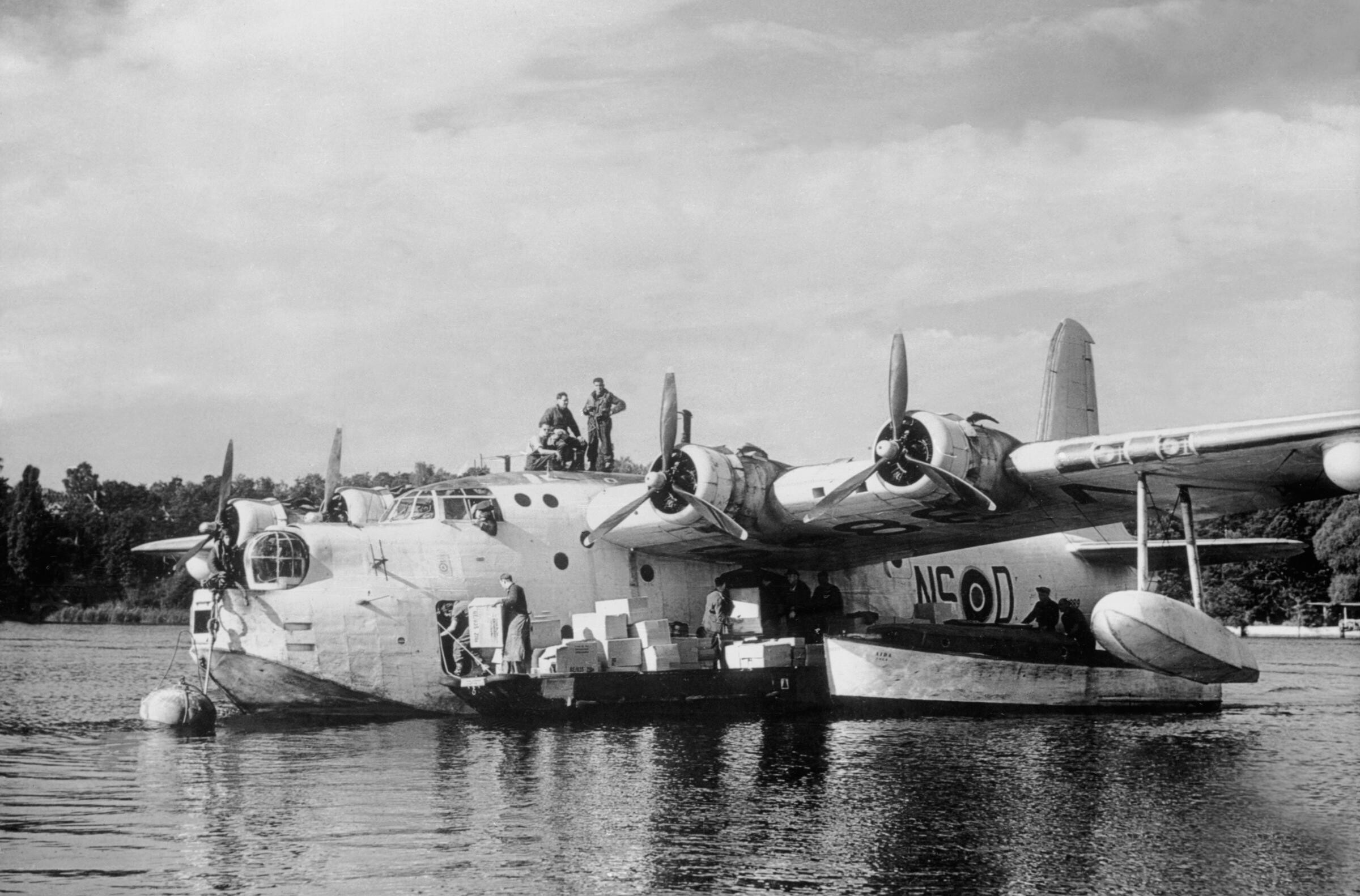
Avion de la Royal Air Force posé sur la rivière Havel à Berlin-Ouest en 1948 pour ravitailler la ville durant le blocus soviétique.
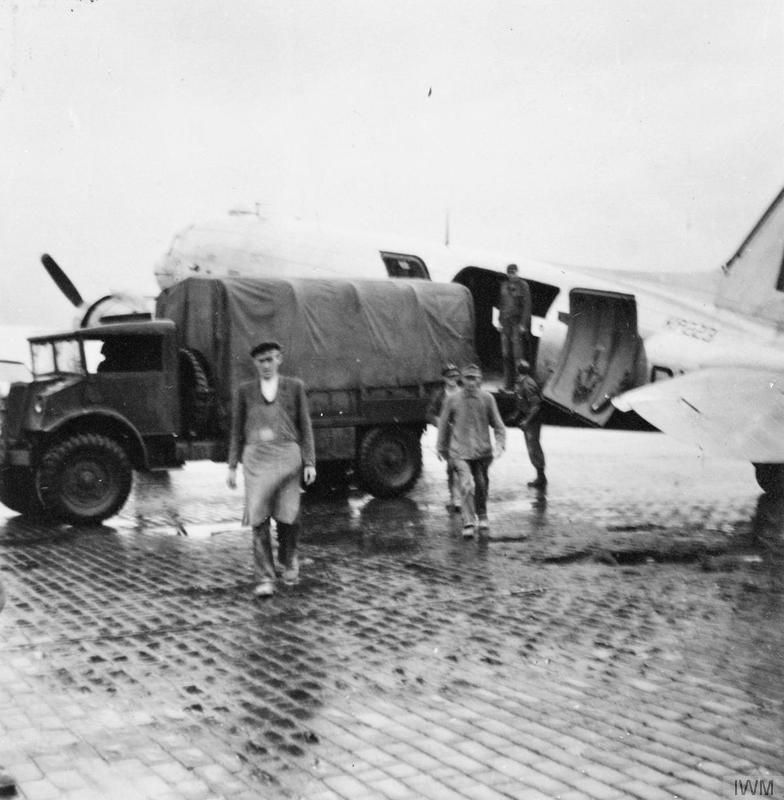
Déchargement de denrées apportées par la Royal Air Force dans le quartier de Berlin-Gatow en 1948.
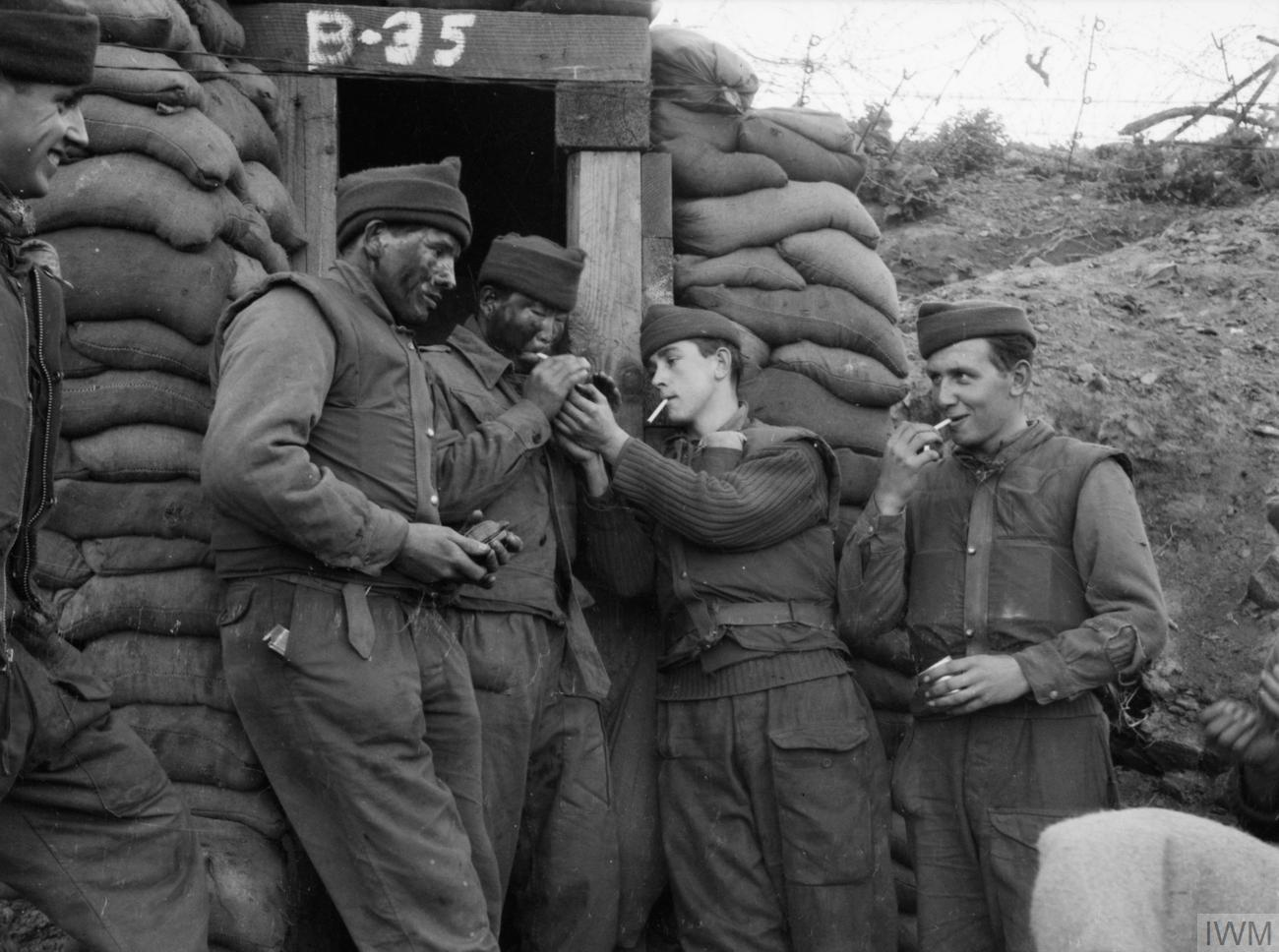
Soldats britanniques du régiment d'infanterie du duc de Wellington durant la guerre de Corée.
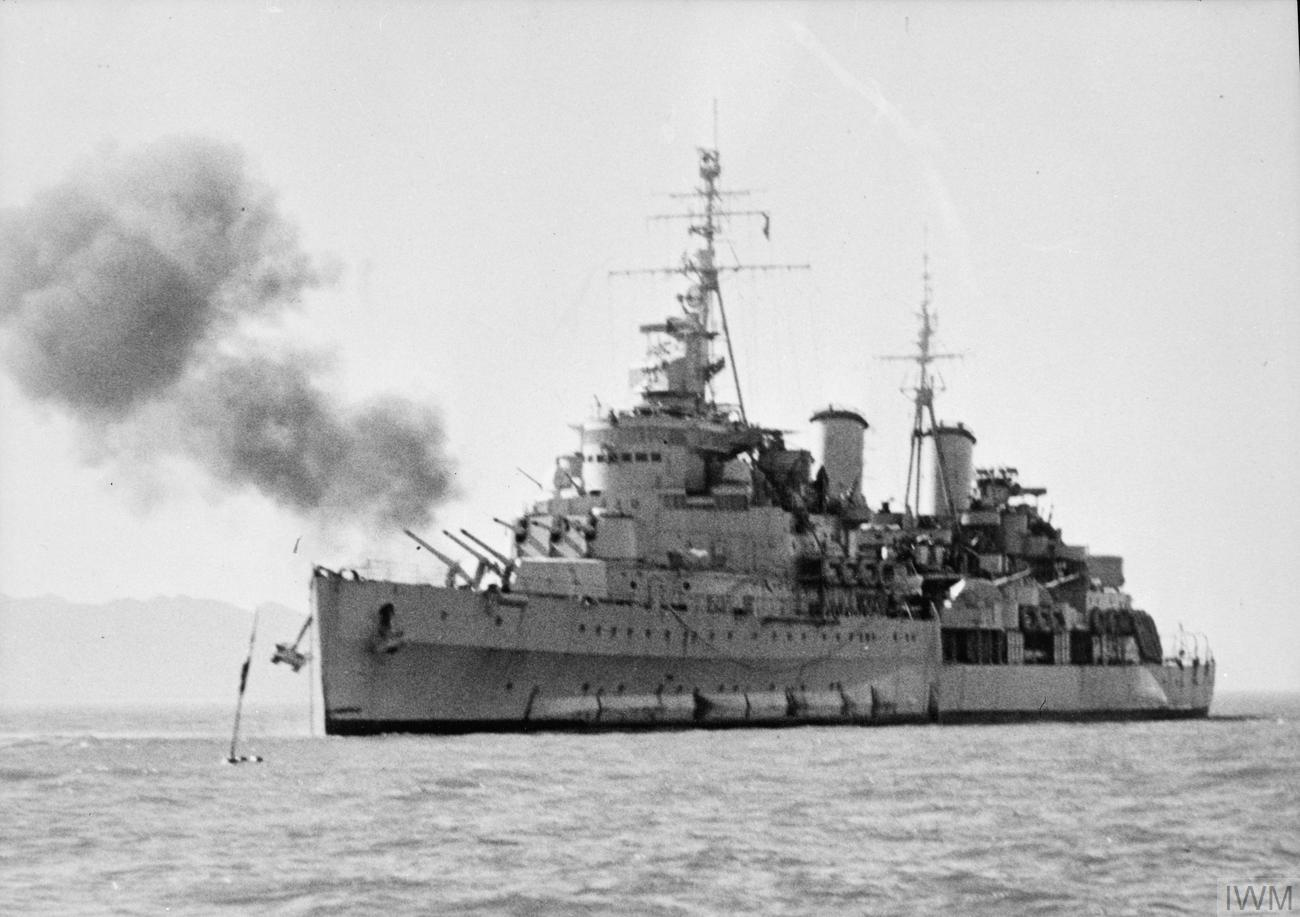
Le croiseur britannique HMS Belfast bombardant des positions ennemies en Corée en 1951.

#### Décolonisation

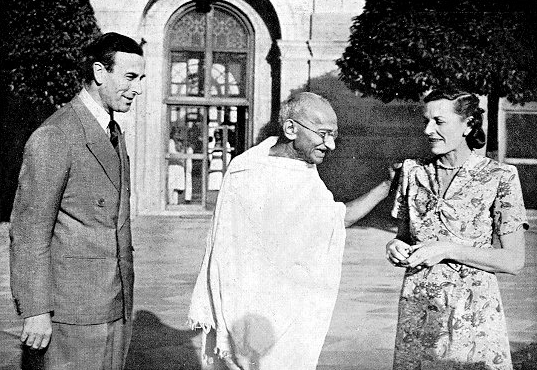
Lord Mountbatten et son épouse Edwina en compagnie du Mahatma Gandhi en 1947.

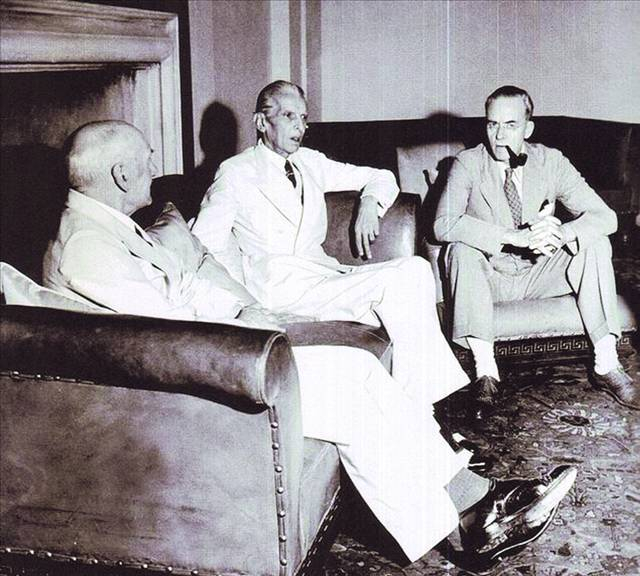
Stafford Cripps (à gauche) et Lord Pethick-Lawrence (à droite) avec Ali Jinnah.

Si Clement Attlee est proche de la position anti-coloniale de bon nombre de membres de son parti, des ministres de premier plan (Ernest Bevin, Herbert Morrison et Hugh Dalton) en 1945 souhaitent préserver l'Empire britannique, « en partie à cause de leur incertitude quant aux intentions américaines après la guerre » : Le Royaume-Uni pourra-t-il compter sur un allié américain fiable face à la menace soviétique, ou bien doit-il préserver sa puissance indépendante grâce à son empire colonial ? En Inde, toutefois, Mohandas Gandhi et Jawaharlal Nehru ont lancé le mouvement de protestations indépendantistes « Quit India », et Clement Attlee reconnaît que la domination britannique sur cet immense territoire ne peut être durable. Formalisée par le secrétaire d'État aux Colonies Arthur Creech Jones, la politique coloniale du gouvernement travailliste est d'oeuvrer à préparer progressivement les colonies à l'indépendance. Une indépendance accordée trop rapidement, estime-t-il, conduirait à l'anarchie dans bon nombre de territoires. Le gouvernement Attlee s'évertue ainsi à développer la capacité économique de colonies notamment en Afrique, et introduit des premiers éléments d'autonomie politique en Côte-de-l'Or (l'actuel Ghana), au Nigeria et aux Antilles britanniques, avec pour objectif d'habituer les populations à se gouverner elles-mêmes.
En Inde toutefois, une indépendance rapide semble incontournable. La Ligue musulmane menée par Muhammad Ali Jinnah refuse néanmoins le principe d'une Inde indépendante unie, et réclame un État musulman distinct. Sir Stafford Cripps, admirateur de l'Inde et qui s'est lié d'une réelle amitié avec Jawaharlal Nehru, est envoyé en 1946 avec Albert Alexander et Lord Pethick-Lawrence pour négocier avec Nehru, Gandhi et Jinnah l'indépendance d'une Inde unie. L'intransigeance d'Ali Jinnah fait échouer ce projet. À Calcutta, le 16 août 1946, la Ligue musulmane organise une large manifestation contre le principe d'une assemblée nationale pour l'ensemble du territoire ; la manifestation dégénère en violences inter-communautaires qui font 5 000 morts et 15 000 blessés. Le gouvernement britannique nomme Lord Mountbatten au poste de vice-roi des Indes avec pour charge de négocier puis mettre en oeuvre l'indépendance de l'Inde et la création d'un État indo-musulman séparé, le Pakistan. Malgré les réticences de Clement Attlee face à une telle précipitation, Lord Mountbatten fixe la date de l'indépendance de ces deux États au 15 août 1947. L'Inde et le Pakistan deviennent des États souverains à cette date, suivis de la Birmanie et de Ceylan en 1948. La partition des Indes, appliquée à la hâte, génère toutefois un énorme mouvement de populations, les musulmans d'Inde fuyant vers le Pakistan et les membres de minorités religieuses du nouveau Pakistan fuyant vers l'Inde. Il y a 15 millions de déplacés, et des centaines de milliers de morts au cours de violences inter-communautaires et religieuses,,.
À l'exception de la Birmanie, ces nouveaux États rejoignent immédiatement le Commonwealth des nations, choisissant de maintenir des relations privilégiées et amicales avec le Royaume-Uni. Ils demeurent dans la zone sterling, et bénéficient d'un accès préférentiel au marché britannique pour leurs exportations. Jawaharlal Nehru, Premier ministre de l'Inde, négocie avec Clement Attlee la possibilité pour l'Inde de devenir en 1950 une république, et donc de rompre la relation symbolique qu'elle conservait avec la Couronne en tant que dominion indépendant, sans pour autant devoir quitter le Commonwealth. Cette transition amiable fait du Commonwealth une association multi-ethnique, qui s'élargira par la suite à la quasi-totalité des anciennes colonies britanniques. Dans le même temps, Clement Attlee entretient de très bonnes relations avec les chefs de gouvernement des « dominions blancs », les États fondateurs du Commonwealth : le libéral William Lyon Mackenzie King (Canada), le travailliste Ben Chifley (Australie), le travailliste Peter Fraser (Nouvelle-Zélande), mais aussi et surtout avec le Premier ministre libéral sud-africain Jan Smuts, un proche de Winston Churchill durant la guerre. L'entame de la décolonisation et la transformation de l'empire colonial en un Commonwealth élargi, respectueux de la souveraineté de ses membres mais fait d'une volonté de coopération entre les anciennes colonies et Londres, semble ainsi être une réussite.

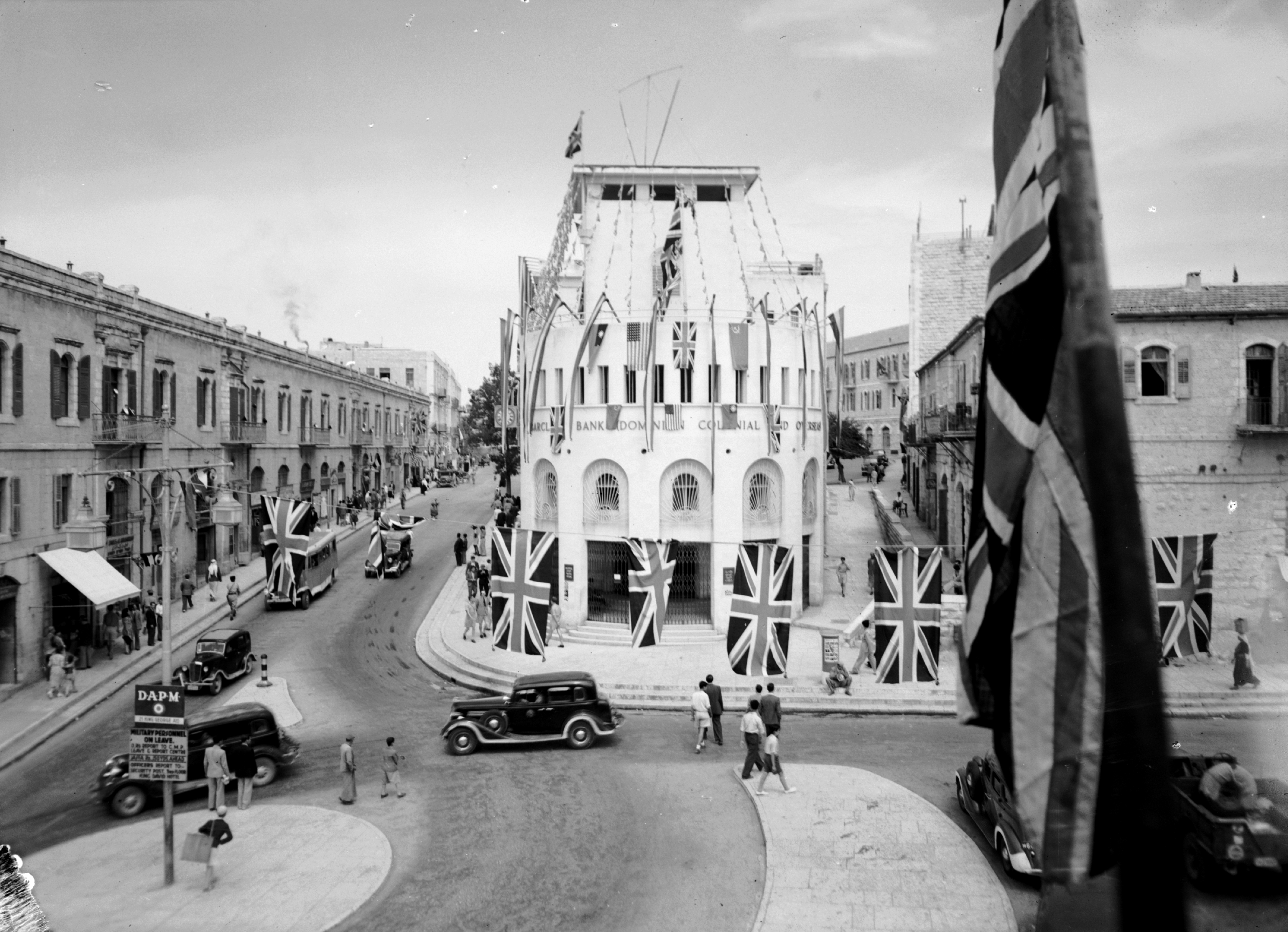
Drapeaux britanniques à Jérusalem le 8 mai 1945, célébrant la victoire des Alliés en Europe.

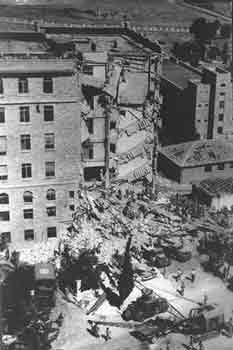
L'hôtel King David, centre de l'administration britannique en Palestine, après sa destruction par un attentat terroriste juif en 1946.

En Palestine mandataire, toutefois, les négociations britanniques pour l'indépendance sont un échec. Clement Attlee vise à trouver une solution qui protège à la fois les intérêts des arabes de Palestine et ceux des immigrés juifs, quittant l'Europe continentale pour la Palestine britannique comme réfugiés durant et après la Seconde Guerre mondiale et portant le projet sioniste d'établir une souveraineté juive en Palestine. Le président américain Harry Truman fait pression sur le gouvernement Attlee pour que ce projet d'État juif devienne réalité, mais Attlee et Ernest Bevin, chargé du dossier, insistent sur une garantie préalable de préservation des droits de la population arabe. Divers groupes armés sionistes mènent une campagne d'attentats terroristes contre la présence britannique en Palestine. En juillet 1946, le groupe terroriste juif Irgoun fait exploser l'hôtel King David à Jérusalem, le quartier-général de l'administration britannique, faisant 91 morts. La même année le groupe Stern, qui en 1944 a déjà assassiné le gouverneur britannique d'Égypte Lord Moyne, projette sans succès d'assassiner Ernest Bevin. À partir de septembre 1946, Attlee et Bevin organisent à Londres une conférence avec juifs et arabes de Palestine, et proposent un État unifié mais « binational », où s'exercerait un partage de souveraineté entre arabes et juifs. Tandis que des représentants arabes acceptent de poursuivre les discussions, les représentants juifs refusent. En octobre 1946, Harry Truman déclare publiquement, et sans en informer au préalable le gouvernement britannique, que les États-Unis veulent une partition de la Palestine en deux États. Clement Attlee lui écrit sèchement que cela risquerait de provoquer davantage de violences. Son gouvernement, constatant l'impossibilité de mettre en oeuvre un « État binational », et ne souhaitant pas s'accorder à la position américaine, délègue finalement la question à l'Organisation des Nations unies,,,.
Les Nations unies, faisant fi de la proposition britannique, adoptent un plan de partage de la Palestine entre un État arabe et un État juif. L'ONU demande au Royaume-Uni de quitter le territoire le 1er août 1948 au plus tard. En novembre 1947 éclate en Palestine une guerre civile entre juifs et arabes. Les Britanniques, ayant subi la mort de 338 des leurs durant les années de violences à leur encontre, achèvent leur retrait de Palestine début mai 1948. L'État d'Israël est proclamé le 14 mai, et la guerre israélo-arabe éclate le lendemain,.

## Les élections de 1950 et de 1951

### Élections de 1950 et politiques menées
Des élections législatives se tiennent en février 1950. Le Parti conservateur, toujours mené par Winston Churchill, accepte l'État-providence et l'économie mixte introduits par le gouvernement Attlee, et mène simplement campagne contre de nouvelles nationalisations d'entreprises privées ; c'est le début du consensus d'après-guerre. Les résultats du scrutin sont toutefois une déception pour les travaillistes. Clement Attlee est personnellement populaire, de même qu'Ernest Bevin et Aneurin Bevan, et l'État-providence l'est également, mais beaucoup de Britanniques sont usés par la politique d'austérité, le maintien du rationnement et l'apparente lenteur de la reprise économique. Avec 46,1 % des voix contre 43,3 % pour les conservateurs, le Parti travailliste ne conserve qu'une très courte majorité absolue à la Chambre des communes, perdant 78 sièges et ne disposant que d'une majorité de cinq sièges. Clement Attlee nomme le gouvernement ci-dessous, qui nationalise la production de fer et d'acier dans le pays. Le budget présenté par Stafford Cripps demeure dans la lignée de ceux des années précédentes, visant à préserver le plein emploi et à empêcher l'inflation, tout en conservant un budget excédentaire. Il parvient à réduire l'impôt sur le revenu pour la première tranche de revenus, bénéficiant ainsi principalement aux ouvriers, et accroît les rations auxquelles donnent droit les carnets de rationnement,.
En matière de politique étrangère, l'année 1951 voit la naissance de la Communauté européenne du charbon et de l'acier. Le gouvernement Attlee soutient pleinement l'intégration économique des États continentaux d'Europe de l'ouest, en vue d'y garantir la paix, mais décide que le Royaume-Uni n'y participera pas, afin de conserver sa pleine souveraineté. Clement Attlee et ses ministres entendent que le Royaume-Uni coopère étroitement avec à la fois les États-Unis et l'Europe de l'ouest, tout en demeurant indépendant des premiers comme de la seconde.
L'entrée de la Chine dans la guerre de Corée contraint le gouvernement de Clement Attlee à accroître les dépenses militaires. Stafford Cripps ayant quitté le gouvernement en raison de sa santé défaillante, le nouveau chancelier de l'Échiquier, Hugh Gaitskell, présente au cabinet une proposition de budget qui introduit l'obligation pour les patients du Service national de Santé de financer en petite partie leurs propres soins dentaires et l'achat de leurs lunettes. Clement Attlee et son cabinet approuvent majoritairement cette mesure, mais Aneurin Bevan s'y oppose par principe, défendant la gratuité intégrale des soins, et est contraint de quitter le gouvernement. Harold Wilson, président de la Commission du Commerce (ministre du Commerce), démissionne pour la même raison. Le gouvernement se trouve tiraillé entre son « aile droite » modérée, incarnée notamment par Hugh Gaitskill, et son « aile gauche » représentant un socialisme plus radical et dont Aneurin Bevan demeure le principal porte-parole. Face à la difficulté de gouverner, Clement Attlee obtient du roi une dissolution du Parlement et la tenue d'élections anticipées pour le 25 octobre 1951. Il espère ainsi accroître sa majorité parlementaire et pouvoir gouverner plus confortablement.
Le gouvernement de 1950 à 1951
| Fonction                                             | Titulaire | Titulaire                                 | Changements ultérieurs                                                  |
| ---------------------------------------------------- | --------- | ----------------------------------------- | ----------------------------------------------------------------------- |
| Premier ministre                                     |           | Clement Attlee                            |                                                                         |
| Lord Président du Conseil                            |           | Herbert Morrison                          | Christopher Addison (1er vicomte Addison) (9 mars 1951)                 |
| Lord Chancelier                                      |           | William Jowitt (comte Jowitt)             |                                                                         |
| Lord du Sceau Privé                                  |           | Christopher Addison (1er vicomte Addison) | successeurs : Ernest Bevin (9 mars 1951) Richard Stokes (26 avril 1951) |
| Chancelier de l'Échiquier                            |           | Sir Stafford Cripps                       | successeur : Hugh Gaitskell (19 octobre 1950)                           |
| Secrétaire d'État aux Affaires étrangères            |           | Ernest Bevin                              | Herbert Morrison (9 mars 1951)                                          |
| Secrétaire d'État à l'Intérieur                      |           | James Chuter Ede                          |                                                                         |
| Premier lord de l'Amirauté (en)                      |           | George Hall (1er vicomte Hall)            | successeur : Frank Pakenham (7e comte de Longford) (24 mai 1951)        |
| Ministre de l'Agriculture et de la Pêche             |           | Tom Williams                              |                                                                         |
| Secrétaire d'État à l'Air                            |           | Arthur Henderson                          |                                                                         |
| Secrétaire d'État aux Colonies                       |           | Jim Griffiths                             |                                                                         |
| Ministre de la Défense                               |           | Emanuel Shinwell                          |                                                                         |
| Secrétaire d'État aux Relations avec le Commonwealth |           | Patrick Gordon Walker                     |                                                                         |
| Ministre de l'Éducation                              |           | George Tomlinson                          |                                                                         |
| Ministre de la Santé                                 |           | Aneurin Bevan                             | Hilary Marquand (17 janvier 1951) (ministère extrait du Cabinet)        |
| Ministre du Travail et du Service national           |           | George Isaacs                             | Aneurin Bevan (17 janvier 1951) Alf Robens (24 avril 1951)              |
| Secrétaire d'État à l'Écosse                         |           | Hector McNeil                             |                                                                         |
| Ministre de la Planification urbaine et rurale       |           | Hugh Dalton                               |                                                                         |
| Président (en) de la Commission du Commerce          |           | Harold Wilson                             | successeur : Hartley Shawcross (24 avril 1951)                          |

### Les élections de 1951
Le Parti libéral, appauvri par sa succession de défaites électorales, n'a pas les moyens de présenter de candidats dans bon nombre de circonscriptions un an et demi seulement après les élections précédentes. L'absence des libéraux s'avère jouer contre les travaillistes : Là où l'opposition était souvent divisée, beaucoup d'électeurs libéraux se rabattent par défaut sur le Parti conservateur. Plusieurs de ses ministres s'en inquiètent, mais Clement Attlee a une autre raison d'organiser des élections aussi tôt : Le roi George VI projette une visite en Australie, et souhaite que la situation politique soit résolue avant son absence. Très respectueux de la monarchie et de la personne du roi, Clement Attlee accepte que les élections aient lieu avant la fin de l'année 1951. Il s'avérera que le roi, gravement malade, ne pourra finalement quitter le pays ; il mourra l'année suivante.
Les travaillistes font campagne sur leurs réussites des six années passées, davantage que sur de nouvelles promesses. Ils semblent toutefois usés par la perte de grandes figures du gouvernement : Stafford Cripps, qui a démissionné en raison de sa maladie ; Ernest Bevin, mort subitement en avril ; et Aneurin Bevan. Le résultat des élections est paradoxal. Les travaillistes recueillent plus de 13,9 millions de voix, ce qui demeurera jusqu'en 1992 le meilleur total de voix jamais obtenu par un parti politique lors d'élections législatives. Avec 48,8 % des suffrages, soit 0,8 % de plus que les conservateurs, ils perdent toutefois vingt sièges, et le Parti conservateur de Winston Churchill remporte une très courte majorité absolue des sièges,,,.

## Héritage
L'historien Robert Crowcroft écrit que les six années du gouvernement Attlee ont été « rien de moins que la naissance du Royaume-Uni moderne », notamment avec l'universalisation de l'accès à la santé et à la sécurité sociale. La British Broadcasting Corporation considère de même qu'avec « l'État-providence, les logements sociaux, le NHS, etc », le gouvernement Attlee « a fait plus que tout autre pour forger le Royaume-Uni moderne », à égalité avec le gouvernement Thatcher des années 1980. Selon Derek Brown du journal The Guardian, « le Royaume-Uni durant les années Attlee a changé davantage que sous tout autre gouvernement, avant ou depuis. Les réformes du système social, et dans une moindre mesure la grande expérience de contrôle des industries par l'État, ont eu un profond effet sur la manière dont les Britanniques se voyaient eux-mêmes et voyaient leur pays ».
Considéré par de nombreux historiens comme le Premier ministre qui a le mieux mené à bien sa période au pouvoir, Clement Attlee a présidé aux réformes qui constituent le socle du « consensus d'après-guerre » : Les gouvernements conservateurs qui lui succèdent maintiennent et même renforcent l'État-providence, et maintiennent l'économie mixte en partie nationalisée, même si le gouvernement Churchill re-privatise la production de fer et d'acier en 1953. Ce consensus est maintenu jusqu'à l'arrivée de Margaret Thatcher à la tête du Parti conservateur dans les années 1970,.